# Everythang's Corrupt
Albums de Ice Cube
I Am the West
(2010) Snoop Cube 40 $hort
(2022)
Singles
1. Everythang's Corrupt
Sortie : 31 octobre 2012
2. Arrest the President
Sortie : 9 novembre 2018
3. That New Funkadelic
Sortie : 4 décembre 2018

Everythang's Corrupt est le dixième album studio du rappeur américain Ice Cube, sorti en 2018.

## Historique
Ice Cube n'avait pas sorti d'album studio depuis I Am the West (2010). Entre-temps, il s'est focalisé sur d'autres projets, notamment pour le cinéma, avec la production du film biographique NWA: Straight Outta Compton, sur son ancien groupe NWA.
En novembre 2018, Ice Cube publie le single Arrest the President, brûlot anti-Donald Trump, même si le Président américain n'est pas nommé directement. Il y rappe ainsi : « Arrêtez le président, vous avez les preuves » et ajoute notamment que le Président « fait partie des renseignements russes ». Il se moque aussi de la couleur de peau très orangée de Donald Trump « Est-ce que vous savez que l'orange était le nouveau blanc ? », en référence à la série télévisée Orange Is the New Black.

## Liste des titres
| 1.    | Super OG (Intro)                          | - Teak Underdue - Dee Underdue | 0:37 |
| 2.    | Arrest the President                      | ShawnSki                       | 3:53 |
| 3.    | Chase Down the Bully                      | Beau Jaymes                    | 4:06 |
| 4.    | Don't Bring Me No Bag                     | ShawnSKi                       | 3:37 |
| 5.    | Bad Dope                                  | Big Soj                        | 3:22 |
| 6.    | On Them Pills                             | Sparkz Tha Trackman            | 3:58 |
| 7.    | Fire Water                                | Big Soj                        | 4:21 |
| 8.    | Streets Shed Tears                        | Magnedo7                       | 4:01 |
| 9.    | Ain't Got No Haters (featuring Too $hort) | DJ Pooh                        | 3:26 |
| 10.   | Can You Dig It?                           | - Dee Underdue - Teak Underdue | 4:22 |
| 11.   | That New Funkadelic                       | T-Mixx                         | 3:54 |
| 12.   | One for the Money                         | Magnedo7                       | 2:21 |
| 13.   | Still in the Kitchen                      | Mr. Ski                        | 3:25 |
| 14.   | Non Believers                             | - Dee Underdue - Teak Underdue | 3:47 |
| 15.   | Everythang's Corrupt                      | Fredwreck                      | 3:17 |
| 16.   | Good Cop, Bad Cop                         | T-Mixx                         | 3:28 |
| 55:55 |                                           |                                |      |